# Бодола, Юлиу
Юлиу Бодола (рум. Iuliu Bodola; 26 февраля 1912 или 15 февраля 1912, Брашов — 12 марта 1993, Будапешт) — румынский и венгерский футболист, нападающий. Выступал за сборные Румынии и Венгрии, участвовал в Чемпионатах мира по футболу 1934 и 1938.
В ноябре 2008 года в честь Юлиу был назван стадион в городе Орадя.

## Клубная карьера
Начал карьеру в молодежном клубе Брашов из одноимённого города. Дебютировал во взрослом футболе в 1931 году за футбольный клуб «Орадя». В его составе за 8 лет провел 89 матчей, в которых забил 62 гола.
В 1937 году перешел в «Венус», за который выступал в течение 3 лет, до возвращения в «Орадю».

В 1945 переехал в Венгрию, где выступал за МТК и «Ферар Клуж». Завершил профессиональную карьеру в октябре 1948 года.

## Международная карьера
Начал выступление за сборную Румынии 10 мая 1931 года. В дебютном матче против Венгрии забил 2 гола.
Последний мачт провел 22 ноября 1939 года против сборной Венгрии. В общей сумме провел за сборную Румынии 48 матчей, в которых забил 30 мячей.
Дебютировал за сборную Венгрии 1 декабря 1940 года против сборной Италии.
Завершил футбольную карьеру 3 ноября 1948 года. Всего за Венгрию провел 13 матчей, в которых забил 4 мяча.

## Тренерская карьера
Начал тренерскую карьеру в венгерском клубе «Сольнок», который тренировал в период с 1950 по 1951. За тренерскую карьеру успел тренировать несколько венгерских клубов, закончил карьеру в 1971 году в клубе «Ормосбаньяи Боньяш».

## Награды
- Чемпион Румынии (2): 1938/39; 1939/40
- Чемпион Венгрии: 1943/44